# Complice

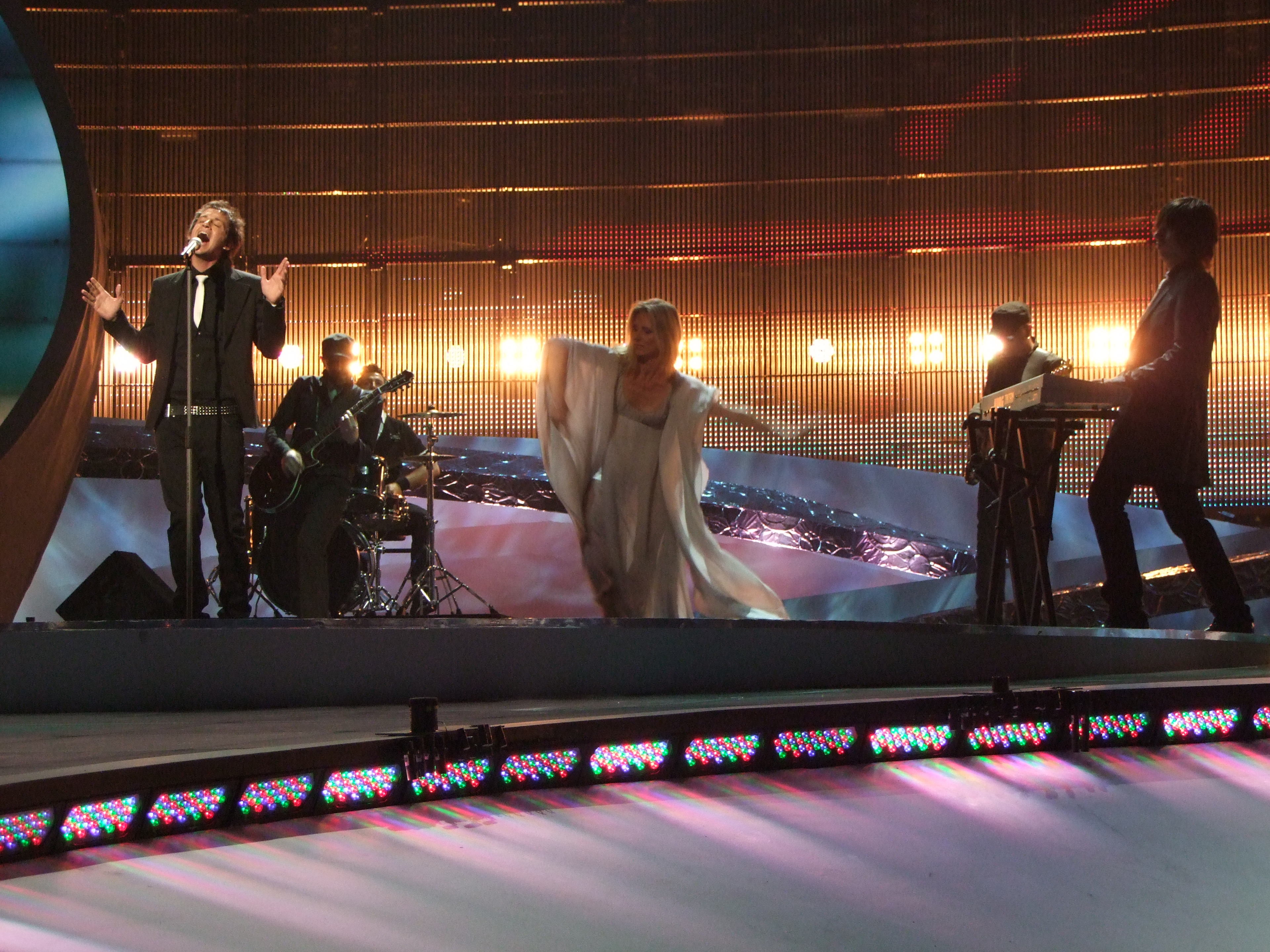
Miodio podczas wykonywania utworu w półfinale Eurowizji 2008

Complice – piosenka włosko-sanmaryńskiego zespołu popowego Miodio.
Grupa zaprezentowała ją podczas 53. Konkursu Piosenki Eurowizji w Belgradzie. Był to pierwszy udział San Marino w tym konkursie. Zespół zajął ostatnie, 19. miejsce z 5 punktami w pierwszym półfinale konkursu, co nie pozwoliło mu awansować do finału.
Utwór został skomponowany przez Francesco Sancisiego, klawiszowca grupy i napisany przez wokalistę Nicolę Della Valle.